# Otto Horn
Otto Richard Horn, född 14 december 1903 i Obergrauschwitz, Kungariket Sachsen, död 21 februari 1999 i Berlin, var en tysk SS-Unterscharführer, till yrket sjuksköterska. Under andra världskriget var han verksam inom Aktion T4, Nazitysklands så kallade eutanasiprogram, och inom Operation Reinhard, förintelsen av Generalguvernementets judiska befolkning. I förintelselägret Treblinka var han ansvarig för gravgrävning och senare för kremeringen av de ihjälgasades lik.
Vid andra Treblinkarättegången (1964–1965) frikändes Horn.
Horn inkallades som åklagarvittne vid rättegången mot John Demjanjuk i Jerusalem.